# 庫什基內
51°42′47″N 33°32′22″E / 51.71306°N 33.53944°E
庫什基內（烏克蘭語：Кушкине）是位於烏克蘭東北部的村莊，由蘇梅州紹斯特卡區的貝雷扎市鎮負責管轄。該村距離埃斯曼河2公里，海拔高度192米，2001年該村落人口3。